# Эскларамунда де Фуа
Эскларамунда де Фуа (ум. 1315) — королева-консорт Майорки, супруга Хайме II, дочь графа Роже IV де Фуа и Брунисенды де Кардона, представительница ветви Фуа дома Фуа-Каркассон. Эскларамунда опекала своего внука Хайме III, выступала защитницей Ордена Милосердия. Праздник в честь Эскларамунды отмечается 22 октября.
Эскларамунда де Фуа была дочерью графа Роджера IV Фуа и каталонской аристократки Брунисенды де Кардона, принадлежавшей к Барселонскому дому. Эскларамунда получила своё имя в честь прабабушки по отцовской линии, Эскларамунды де Фуа Старшей, катарской архидьяконессы.
Рамон Мунтанер описал её так: 

она была одной из самых благоразумных и скромных дам мира, и госпожой самой добродетельной жизни из когда-либо живших.

## Брак и дети
12 октября 1275 года Эскларамунда была выдана замуж за Хайме II, наследника престола Майорки, которому на момент свадьбы исполнилось 32 года. Свадьба прошла в Перпиньяне, городе позднее ставшем местом её смерти. Контракт был заключён 1 сентября того же года.
Эскларамунда пережила своего мужа на 5 лет. Останки её мужа, короля Хайме II, похоронены в кафедральном соборе Санта-Мария в Пальме, её останки — в церкви Святого Иоанна в Руссильоне.
От брака с Хайме родились:
- Хайме (1274—1330) — отказался в 1299 году от короны и стал монахом-францисканцем
- Санчо I (1276—1324) — король Майорки
- Фернандо (1278—1316) — инфант Майорки, виконт Омеласа, сюзерен Фронтиньяна, отец Хайме III
- Изабела (1280—1301) — инфанта Майорки, жена Хуана Мануэля
- Санча (ок. 1285—1345) — королева Неаполя, вторая жена Роберта Мудрого
- Филип (1288—1342) — инфант Майорки, каноник епархии Перпиньян-Эльне, архидиакон в Конфлане, аббат Нарбонны, между 1324 и 1329 был регентом королевства Майорка при малолетнем Хайме III.